# Nanotehnologija
Nánotehnologíja ali nánotéhnika je izraz, s katerim se označuje tehnični razvoj v nanometrskem merilu (nanolestvici), navadno v velikostih od 0,1 do 100 nm (en nanometer je enak tisočinki mikrometra ali milijoninki milimetra).
Izraz nanotehnologija pogosto uporabljajo kot sopomenko za molekularno nanotehnologijo, domnevno napredno obliko nanotehnologije, za katero se verjame, da se bo razvila v prihodnosti, čeprav se ocene o tem, kdaj točno, razlikujejo. Izraz nanoznanost se uporablja za opis interdisciplinarnega polja znanosti, posvečenega razvoju nanotehnologije.
V nanometrskem merilu postanejo pomembni kvantnomehanski pojavi, ki imajo včasih neintuitivne posledice. Pri nanotehnološki obdelavi površin je moč doseči veliko povečanje razmerja med površino in prostornino telesa, kar je uporabno pri površinskih pojavih, kot je kataliza.

## Uporaba
Nanotehnologija se pojavlja na vseh področjih industrije, od kemijske in tekstilne industrije, računalništva, informatike, energetike, do transporta in avtomobilske industrije, še posebej na področju farmacevtske in obrambne dejavnosti. Omogoča izdelavo naprav (strojev) ali materialov, ki so lažji, hitrejši, močnejši, ki imajo popolnoma nove ali dodatne specifične značilnosti. Nanoznanost pojasnjuje nove pojave in značilnosti (fizikalne, kemijske in biološke) na nanometrskem razsežnostnem nivoju.

### Računalništvo
Gostota elementov v čipih sodobnih računalniških komponent (npr. število tranzistorjev na enoto površine) še vedno narašča eksponentno, fundamentalne omejitve elektronike pa ne dopuščajo v nedogled takšne rasti, ki jo opisuje Moorov zakon. Po zdajšnjih ocenah bo ta meja dosežena v 10-15 letih, ko bodo naraščajoči stroški izdelave preprečili nadaljnjo miniaturizacijo. Nanotehnologijo v tem kontekstu vidijo kot naslednji logični korak v razvoju računalniške arhitekture.

### Nanomateriali
Nanomaterial je snov, ki vsebuje nanostrukture razsežnosti med 1 nm in 100 nm, ali točneje velikost vsaj ene izmed razsežnosti nanostrukture mora biti manjša od 100 nm. To je razsežnostna meja (100 nm), pri katerih se značilnosti nanomateriala bistveno razlikujejo od značilnosti masivnega materiala. Zaradi svojih izredno majhnih razsežnosti imajo namreč nanomateriali drugačne značilnosti od običajnih materialov. Nanostrukture so lahko plastovitih oblik, v obliki nanocevk in nanovlaken ter kot trirazsežni nanodelci.
- Nanocevke so drobne, votle cevaste strukture, katerih premer ima razsežnost reda velikosti 1 nm. Nanocevke bi lahko imeli za v svitke zvite nanoplasti, ki so zgrajene iz atomov. Najbolj znane so nanocevke, ki so zgrajene iz ogljikovih atomov.
- Za plastovite nanostrukture je značilno, da je debelina plasti manjša od 100 nm. V to skupino sodijo npr. nanofilmi ali nano površinski premazi »nanopremazi«, ki to niso glede na debelino plasti temveč jih tako imenujemo zaradi vsebnosti nanodelcev v filmu premaza.

## Značilnosti
Materiali, ki so zgrajeni iz cevastih nanostruktur se odlikujejo po svoji nizki gostoti, ki je šest krat nižja od gostote jekla ter po izjemni trdnosti, ki je v primerjavi s trdnostjo jekla kar 200 krat višja. Tako bodo nanocevke verjetno nadomestile polprevodniške materiale na osnovi silicija. Nanofilmi ali nano površinski premazi pa predstavljajo materiali z visoko hidrofilnostjo, vodoodbojnostjo, samočistilne značilnosti in odpornost proti navzemanju prahu (lotosov efekt), ter dobro odpornost proti različnim tekočinam, tudi optični fenomeni (fotokromni, elektrokromni, termokromni, mehanokromni in kemokromni premazi).

## Vplivi na zdravje
Nekatere raziskave kažejo, da imajo določeni nanomateriali povečano toksičnost. Predvsem je problematična velika površina nanodelcev in s tem zvezno povečana reaktivnost nanosnovi. Nanodelci lahko prodrejo v telo preko kože, pljuč in prebavnega trakta ter v notranjih organih povzročajo vnetja in različne poškodbe. Podobno kot mala azbestna vlakna, bi tudi nanodelci v telesu lahko sprožili razvoj rakastih obolenj.
70 nm nanodelci lahko prodrejo v pljučne mešičke, 50 nm delci v celice ter 30 nm v celično jedro. Podatkov o potovanju delcev, manjših od 20 nm pa še ni. Kadar delci pridejo v krvni obtok, jih raznese po vsem telesu, zaidejo lahko celo v možgane. Nanodelci, ki so kroglastih oblik, se v alveolnih področjih pljuč lažje izognejo celicam makrofagov, zato ne povzročajo toliko vnetnih procesov kot nitkasti delci. Vendar so po velikosti bližji receptorjem celične membrane, zato pljučna celica takšnega delca ne prepozna kot sovražnega tujka in ga s procesom endocitoze spusti vase in posledično tudi v krvni obtok. V nadaljevanju je navedenih nekaj primerov strupenosti inženirskih nanodelcev: FeOx so strupeni za živčne celice; Ag povzroča tim. oksidativni stres; lahki in hitro gibljivi delci silicijevega dioksida povzročajo srčna obolenja in bolezni dihal, zlasti pri starejših ljudeh.